# Ивойлово (Московская область)
Ивойлово — деревня сельского поселения Волковское Рузского района Московской области. Численность постоянно проживающего населения — 331 человек на 2006 год, в деревне сохранилась церковь Воскресения Христова 1860 года постройки по проекту В. О. Грудзина. До 2006 года Ивойлово входило в состав Покровского сельского округа.
Деревня расположена на севере района, примерно в 23 километрах севернее Рузы, на обоих берегах реки Гряда, у впадения левого притока Разварня, высота центра над уровнем моря 200 м.